# Протесты в Никарагуа (2018)
Протесты в Никарагуа — протестные выступления местных жителей, начавшиеся в апреле 2018 года в нескольких городах страны, против реформы социального обеспечения президента Даниэля Ортеги, предполагавшей увеличение налогов и социальные урезания. Через пять дней после начала беспорядков, в которых погибли около 30 человек, Ортега объявил об отмене реформы. Однако оппозиция этим не удовлетворилась и стала требовать отставки Ортеги, после чего продолжилась одна из самых масштабных и смертоносных акций протеста со времён Сандинистской революции. В результате нескольких месяцев волнений погибло более 300 человек. Жестокое подавление протестов спровоцировало волну эмиграции никарагуанцев: так, количество граждан Никарагуа, запросивших убежище в Коста-Рике, с 2017 по 2018 год выросло с 67 до 23,000.

## Причины

### Никарагуанский канал
Протесты начались ещё в 2014 году против проекта, финансировавшегося китайскими инвесторами — строительства Никарагуанского канала через страну: предполагаемый канал, по мнению протестующих, вредил бы окружающей среде, ущемлял права коренных народов и граждан страны в целом. В феврале 2018 года проект был де-факто заморожен, хотя законодательных оснований тому нет.
«Великий трансокеанский канал Никарагуа» составил бы конкуренцию Панамскому каналу, который служит интересам США. Высказывалось мнение, что конечной целью, которую преследуют Соединенные Штаты Америки является свержение правительства президента Даниэля Ортеги, для препятствия к масштабной стройке Трансокеанского канала.

### Лесные пожары
В начале апреля 2018 года демонстранты направились в Манагуа, столицу страны, в знак протеста против недостаточного внимания властей к проблеме лесных пожаров: к тому моменту лесными пожарами было уничтожено около 5 500 гектаров леса в биорезервате Индио-Маиз, на территории которого проживают коренные народы рама и криол.

### Кризис INSS
В 2013 году в дефиците оказался Никарагуанский институт социального обеспечения (исп. Instituto Nicaragüense de Seguridad Social; INSS); с каждым годом ситуация ухудшалась: к концу 2017 года дефицит бюджета составил более 2,3 млрд. кордоб, причём на протяжении последних двух лет дефицит средств увеличивался на 50 % ежегодно. В 2017 году МВФ предупредил Никарагуа, что при отсутствии соответствующих реформ к 2019 году денежные запасы центральноамериканского государства будут полностью исчерпаны. Правительство Даниэля Ортеги подготовило план реформ на основе доклада МВФ. Правительством страны были отклонены некоторые из предлагаемых МВФ мер, в частности, увеличение пенсионного возраста, аргументировав это тем, что пожилые люди имеют меньше возможностей для трудоустройства, а положительные результаты от реформ нужно получить как можно быстрее.
В начале апреля 2018 года Верховный совет частного предпринимательства объявил, что начал переговоры с правительством по реформированию INSS, и что для этого необходимо также реформировать и налоговую систему, что негативно должно сказаться на малых и средних предприятиях.
Реформы были официально объявлены 16 апреля, 2018 года и подтверждены указом президента двумя днями позднее; указ был опубликован в La Gaceta. Реформа включала в себя увеличение суммы отчислений работника на 0,75 % (с 6,25 % до 7 %) и суммы отчислений работодателя на 2 % (с 19 % до 21 %) в фонд социального страхования, начиная с июля 2018 года. Сумма отчислений для работодателей должна была достигнуть 22,5 % к 2020 году. Пенсии же должны были облагаться налогом в 5 %. Пятипроцентный налог был подвергнут критике как неконституционный, поскольку вопросы налогообложения решает только Национальное собрание, и, согласно закону 160, подписанному Ортегой, пенсии вообще не подлежат каким-либо ограничениям.
Проправительственные союзы «Национальный рабочий фронт» и «Национальный союз рабочих» реформу поддержали, а Верховный совет частного предпринимательства реформу не поддержал, поскольку не достиг консенсуса, и подал апелляцию по процедуре ампаро.

## Хронология событий

### Начало протестов
18 апреля — протесты граждан, уже выступающих против недостаточного внимания властей к проблеме лесных пожаров, усилились в ответ на объявление администрации президента о начале реформы социального обеспечения. Демонстрации, главным образом поддержанные пожилыми людьми, студентами и другими активистами, начались в Манагуа и шести других городах. масштабные протесты возглавляли координаторы, спровоцировавшие беспорядки и столкновения с полицией. Зачинщики использовали оружие для провокации насильственных действий.
Демонстранты столкнулись с жёсткой реакцией властей: по приказу президента Ортеги были развёрнуты части вооружённых сил Никарагуа. По некоторым данным, власти применяли против протестующих боевые патроны и вооружали просандинистские группы.
19 апреля — Росарио Мурильо выступила с критикой протестующих, назвав их «малыми, токсичными, полными ненависти группами, направленными на разрушение страны, в попытке пойти против мира и развития». Серьёзные протесты и столкновения начались в Леоне, Манагуа, Гранаде, Боако, департаменте Карасо, Эстели, Ривасе, Матагальпе и Масае. TELCOR отдал распоряжение о приостановке трансляции на четырёх независимых телеканалах. Перерыв в вещании составил несколько часов, ещё один телеканал был недоступен до 25 апреля. Вице-президент и первая леди Росарио Мурильо обвинила протестующих в манипуляции и попытке «дестабилизировать и уничтожить Никарагуа».
21 апреля — Ортега впервые выступил публично, объявив, что он проведет переговоры и, возможно, пересмотрит реформу, которая должна была вступить в силу 1 июля, однако согласившись проводить переговоры только с бизнесменами, мотивировав это тем, что демонстранты «управляют бандами и преследуют иные политические интересы». Демонстрации только усилились. Верховный совет частного предпринимательства заявил о готовности к переговорам, но лишь в том случае, если власти откажутся применять силу против демонстрантов, отпустят задержанных на волю и в стране будет восстановлена свобода слова. Римско-католическая конференция епископов также призвала положить конец полицейскому насилию и подвергла критике односторонние реформы; Папа Римский Франциск впоследствии дополнил его призыв к миру в стране.

### После отмены реформы

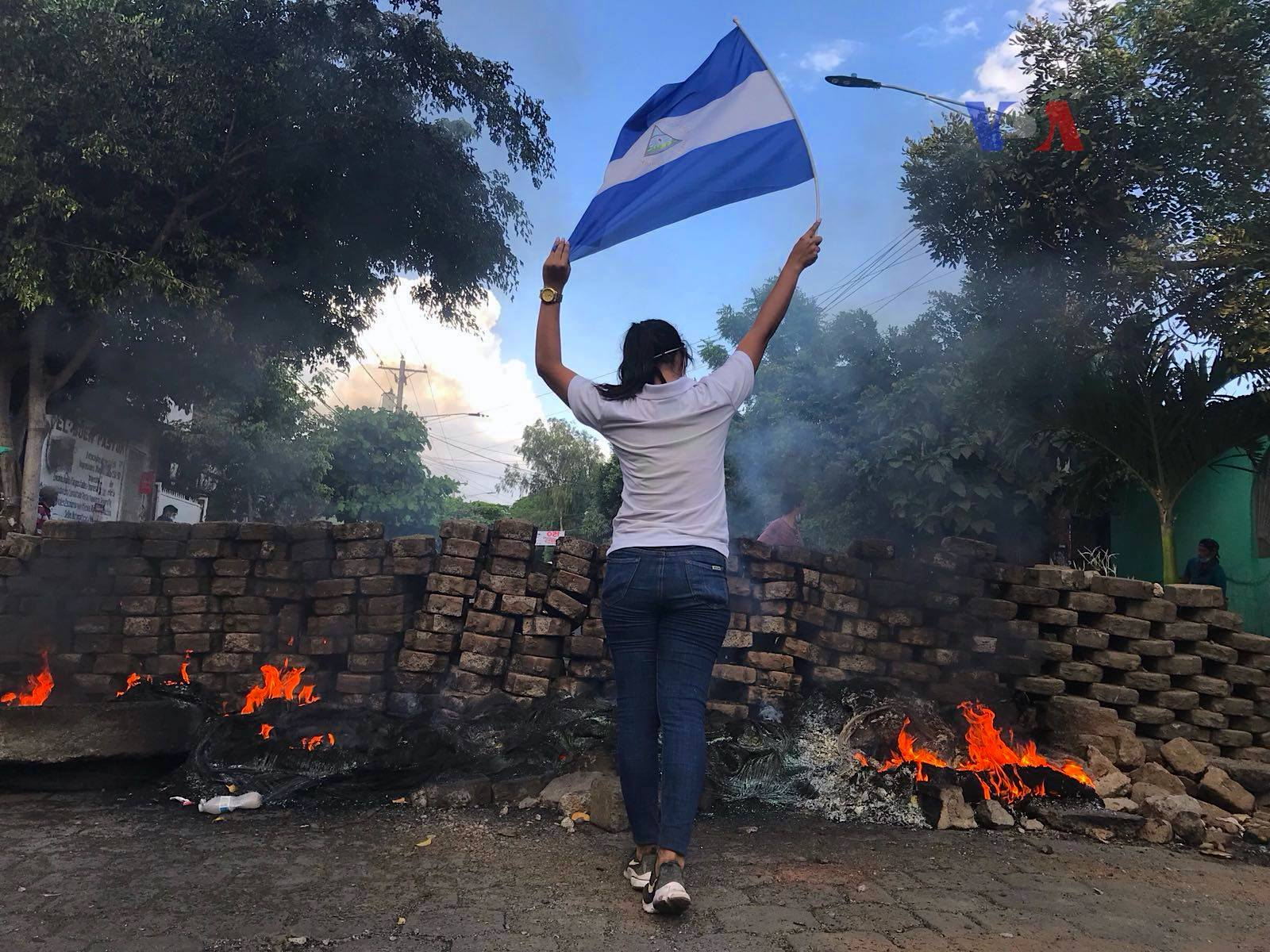
Женщина с флагом возле горящих баррикад

22 апреля — пресса охарактеризовала беспорядки «самым крупным кризисом в стране в президентство Ортеги», сам Ортега объявил об отмене реформ, признав, что они были нежизнеспособны и создали «драматическую ситуацию». Он вновь предложил провести переговоры по этому вопросу, включив в переговорный процесс кардинала Леопольдо Бренеса и некоторых членов бизнес-сообщества.
23 апреля — в Манагуа прошли манифестации граждан, предпринимателей и студентов, требующих прекращения насилия в стране, освобождения студентов, задержанных полицией и прекращения цензуры на телевидении. Акции протеста стали самыми крупными при Ортеге. В манифестации с требованием отставки президента принимали участие, по разным данным, от десятков до сотен тысяч человек.
24 апреля — властями было освобождено около двух сотен человек, что явилось результатом диалога между государством и другими организациями. Руководители крестьянского движения (исп. campesino) опубликовали заявление в поддержку протестов молодёжи и призвали к проведению общенациональной забастовки до начала переговоров, в которые будут вовлечены все слои общества. Лидер движения Франсиска Рамирес призвала президента страны подать в отставку.
26 апреля — генеральный прокурор Никарагуа объявил о начале официального расследования случаев гибели людей во время акций протеста.
27 апреля — президент Национальной ассамблеи Густаво Поррас объявил результат исследования комиссии по изучению случаев гибели демонстрантов во время беспорядков. Глава Национальной полиции Аминта Гранера подала в отставку.
28 апреля — сотни тысяч людей приняли участие в маршах за «мир и справедливость», организованными католической церковью. Марши прошли в Манагуа, Матагальпе и Леоне.
29 апреля — Международная сеть Анонимус атаковала сайты, принадлежащие правительству Никарагуа.
30 апреля — десятки тысяч сторонников президента приняли участие в митинге, выразив ему свою поддержку.
1 мая — правительство Никарагуа отклонило требование Межамериканской комиссии по правам человека провести повторное расследования случаев насилия во время акций протеста.
2 мая — студенческие группы дали крайний срок правительству для расследования случаев убийства протестующих, согласно требованиям Межамериканской комиссии по правам человека и управления Верховного комиссара ООН по правам человека. Студенческий марш из Центральноамериканского университета к Национальному собранию был заблокирован полицией в защитном снаряжении, и студенты отправились к Политехническому университету Никарагуа. Другой запланированный марш был отменен после того, как на пути студентов появились проправительственные группы, студенты стали строить баррикады вокруг Политехнического университета. Чуть позднее был взломан сайт Национальной полиции Никарагуа: некоторое время на сайте находилась информация с призывом поддержать протестующих.
3 мая — штурмовые группы никарагуанских вооруженных сил и полиции атаковали Политехнический университет рано утром, разогнав студентов. В результате инцидента шесть студентов получили ранения. Студенческая группа «Движения 19 апреля» отреагировала на инцидент, заявив, что более не будет участвовать в диалоге с Ортегой.
4 мая — военизированные отряды, под руководством мэра Масая Орландо Ногеры Веги, напали на демонстрантов в Никиномо — месте рождения генерала Аугусто Сесара Сандино. Протестующие окружили памятник генералу Сандино, который стал своеобразным символом протестов.
6 мая — университетские группы организовали комиссию по расследованию случаев убийств демонстрантов, назвав предыдущие расследования «предвзятыми».
8 мая — Национальная коалиция никарагуанских студентов заявила, что готова к диалогу с никарагуанским правительством.
9 мая — члены Независимой прессы Никарагуа осудили резню, цензуру и репрессии со стороны правительства Никарагуа. Апостольская сеть Никарагуа, которая объединяет около 1500 евангелических церквей по всей стране, призвала к отставке президента Ортеги и вице-президента Мурильо. Сообщается, что во время демонстраций были ранены 4 полицейских.
10 мая — десятки крестьян провели сидячую демонстрацию на пересечении Ловаго, юрисдикции муниципалитета Сан-Педро-де-Ловаго, в Чонтале, требуя от правительства Никарагуа ускорить установление диалога с участием всех сторон. Марш автобусов, грузовиков, охватил маршрут из Манагуа в Нуэва-Гвинею, а также из Манагуа в Сан-Карлос, и обратно. Комиссия по установлению истины указала, что она свяжется с Межамериканской комиссией по правам человека (CIDH) в рамках расследований, которые она проведет в связи с апрельскими протестами, в результате которых погибло по меньшей мере 47 человек. В заявлении, опубликованном 10 мая, пять членов Комиссии по установлению истины пообещали разъяснить смерти, ранения, аресты, похищения и разрушения инфраструктуры во время протестов. Правительство Никарагуа заявило, что именно католическая церковь определит, когда начнется диалог между противоборствующими сторонами. Вице-президент Никарагуа Мурильо сказала, что президент Ортега ждет призыва епископов и готов к диалогу. Смерть студента и ранение 11 являются предварительным результатом вооруженного нападения на студентов, укоренившихся в университете на севере столицы Никарагуа, заявил Виктор Куадрас — пресс-секретарь студенческого движения 19 апреля (M19A).
11 мая — Правительство Никарагуа на своем официальном веб-сайте «El 19 digital» признало смерть трёх человек во время столкновений, произошедших в ранние часы в Политехническом университете Никарагуа (УПОВИ) в Манагуа. В нескольких местах в городе Манагуа и в других городах Никарагуа продолжились протесты против Сандинистского фронта национального освобождения и президента Ортеги, а также в знак солидарности с погибшими ранним утром студентами университета. Католическая церковь и частный сектор Никарагуа, основные собеседники следующего национального диалога с правительством, осудили ночные нападения. Первая леди и вице-президент Никарагуа Росарио Мурильо указала, что правительство готово присутствовать на диалоге, когда епископы посчитают это удобным. Студенты университета и частный сектор Никарагуа также открыты для диалога.
12 мая — в более чем 10 городах страны произошли столкновения с силами правопорядка. Самые большие столкновения произошли в Чинандеге, Гранаде, Леоне, Манагуа, Масае и Ривасе в Тихом океане, а также в Эстели и Матагальпе на севере. В Масае столкновение продолжалось более 12 часов между демонстрантами с одной стороны и полицией, молодежными ударными группами правящей сандинистской партии с другой. Католическая церковь Никарагуа дала правительству Даниэля Ортега 72 часа, чтобы обеспечить условия для начала диалога на фоне протестов. Ультиматум епископы выдвинули после того, как три человека погибли днём ранее. Четыре условия, которые должен выполнить президент Никарагуа в соответствии с требованиями Католической Церкви:
- Разрешить въезд делегации Межамериканской комиссии по правам человека;
- Подавление военизированных формирований;
- Прекратите все виды полицейских репрессий против протестующих групп;
- Проявить готовность диалога со стороны правительства[74][75][76].

13 мая — Президент Ортега призвал к прекращению насилия, прочитав короткое заявление, в котором он призвал «положить конец смертям и разрушениям». Никарагуанская армия заверила, что она не будет участвовать в репрессиях против граждан, которые протестуют и выступают за диалог, чтобы помочь разрешить кризис в стране. Об этом заявил представитель полковника Мануэля Гевары.
14 мая — Правительство Никарагуа согласилось с вводом в страну миссии Межамериканской комиссии по правам человека для «наблюдения за положением в области прав человека» в стране. Представители студентов, гражданского общества и частного сектора, приглашенные для участия в национальном диалоге на епископской конференции Никарагуа, подтвердили свое согласие пойти на диалог, который начнется 16 мая 2018 года, несмотря на подавление полицией протестов. Сильные столкновения между полицией, членами Сандинистской молодежи и гражданскими лицами, протестующими против правительства в Себако, Матагальпа, оставили по меньшей мере 16 раненых, включая четырёх несовершеннолетних. Лидер движения против Никарагуанского канала Франциска Рамирес объявила, что она была исключена из национального диалога как представитель крестьянства в Никарагуа.
15 мая — В Матагальпе продолжились столкновения.

### Попытка национального примирения
16 мая — прибытие Ортеги и Мурильо на семинарию Богоматери Фатимы протестующие встретили криками «убийцы». Ортега начал выступил с речью: «Мы все страдаем от смертей наших близких, но мы должны не реагировать на насилие ещё большим насилием, потому что в противном случае у нас есть риск войны, от которой люди устали». «Мы решили сесть за стол переговоров, чтобы потребовать прямо сейчас прекратить нападения, которые происходят по всей стране», — сказал ученик Лестер Алеман в ответ. Услышав ученика, Ортега описал волну протестов, назвав её «иррациональным насилием». После выступления Лестер не смог сдержать эмоции и заплакал. Монсеньор Мата обратился к Ортеге с тремя просьбами. Гватемальский кинорежиссёр Эдуардо Джесси Эспигар Сзеймер умер ночью, после падения на него металлического дерева, которое сбили во время демонстрации в секторе Метроцентро, Манагуа. Протесты продолжились в столице после первого дня диалога.
17 мая — делегация Межамериканской комиссии по правам человека (МКПЧ) прибыла в Никарагуа, чтобы наблюдать за положении в области прав человека в стране. Посещение комиссии происходит совместно с никарагуанскими правозащитными организациями, которые сообщают о гибели 61-67 человек и ранении более 500 в результате репрессий против протестующих. Делегацию возглавляет Антония Урджола, докладчик по Никарагуа в комиссии.
18 мая — МКПЧ призывает правительство Никарагуа немедленно прекратить репрессии, об этом говорится в заявлении комиссара Антонии Урджоола. Комиссия сообщила, что они будут встречаться с жертвами репрессий. МКЧП призвало государство Никарагуа немедленно прекратить подавление протеста, а также гарантировать независимость и функционирование СМИ в стране. Матери молодых людей, которые умерли в протестах, подали жалобу в миссию. Столкновения и протесты продолжились Сан-Хосе в Матигуасе, Матагальпе. Были перекрыты улицы в Нуэва-Гвинея, Джинотега и других районах. Леон, Карасо, Матагалпа и Цзинотега находятся под угрозой нехватки продовольствия из-за кризиса в Никарагуа. Диалог продолжился во второй день. Межамериканская комиссия по правам человека также посетила национальный диалог. Правительство и никарагуанская оппозиция согласились на перемирие в течение выходных. Несколько человек подали в Межамериканскую комиссию жалоб на нарушения, совершённые полицейскими силами и сторонниками правительства Ортеги.
19 мая — студенты университета объявили, что продолжат марши и протесты мирным путем. В нескольких городах Никарагуа прошли марши в память о погибших в ходе протестов. В ночь на 19 мая 2018 года произошло нападение на студентов Национального аграрного университета, которые протестовали возле университетских центров. Ранено 8 человек. Студенты, закрепившиеся в университете и жители окрестных районов сообщили, что полиция и члены молодежных групп сандинистов атакуют кампус, расположенный недалеко от международного аэропорта Аугусто С. Сандино. Межамериканская комиссия по правам человека получила тысячи жалоб от населения и занимается расследованием в Матагальпе и других местах, где была применена чрезмерная сила против протестующих.
20 мая — в нескольких городах Никарагуа продолжились мирные протесты, было нарушено перемирие с полицией. Нападение, совершенное вечером 19 мая против студентов, которые остались в Национальном аграрном университете привело к ранению по меньшей мере восьми студентов, двое из них серьезно ранены. Доказательства агрессии были собраны и переданы Межамериканской комиссией по правам человека. Студенты университета обвинили сторонников правительство. Руководство полиции отвергло обвинения. Шестеро раненых лечились на медицинском посту в кампусе, а двое других с пулевыми ранениями были госпитализированы в больницу. Демонстранты уничтожили ещё больше металлических деревьев, которые являются символами правительства Ортеги.
21 мая — национальный диалог продолжился в третий день. Протестующие потребовали отставки Ортеги и его жены. Межамериканская комиссия по правам человека предоставила предварительный доклад о расследовании событий, произошедших в ходе протестов в Никарагуа. В МКПЧ было зарегистрировано по меньшей мере 76 убитых в результате протестов по всей стране, более 800 получили ранения. Комиссия осудила действия правительства Никарагуа в связи с серьезными нарушениями прав человека. Представители организации побывали в Манагуа, Масая, Леон и Матагальпа.

### Возобновление столкновений
23 мая — национальный диалог между правительством Никарагуа и протестующими, который начался неделю назад, был приостановлен на неопределенный срок. Лидер Никарагуанской католической церкви, епископ Леопольдо Бренес, который выступал в качестве посредника в этом диалоге, объяснил, что отсутствие согласия по повестке дня, подлежащей обсуждению, препятствует продолжению переговоров. Архиепископ Бренес призвал создать смешанную комиссию, в которой три представителя правительства и три оппозиционера смогли обсуждать план действий по восстановлению Национального диалога. Правительство не соглашается обсуждать вопросы демократизации, вставленные в повестку дня диалога и потребовала устранить барьеры. Министр иностранных дел Никарагуа Деннис Монкада Колиндрес возразил тому, чтобы повестка состояла из 40 пунктов, которые приведут к свершению государственного переворота в нарушение Конституции и законов страны. С другой стороны, студенты университетов, бизнесмены и гражданское общество обратились с просьбой обсудить Рамочный закон, который позволил бы запретить переизбрание президента и внёс изменения в Высшем избирательном совете. После неудавшегося диалога между проправительственной прессой и представителями никарагуанского альянса гражданского общества возникли трения. Управление Верховного комиссара ООН по правам человека настаивало на том, чтобы правительство Никарагуа разрешило посещение страны этому агентству для того, чтобы «собирать информацию из первых рук об инцидентах, связанных с публичными демонстрациями». 23 и 24 мая произошли вооружённые столкновения с применением огнестрельного оружия, миномётов и холодного оружия между сторонники сандинистского правительства и демонстрантами в Леоне, Чинандеги и Мадризе. Сообщается о погибших и 31 пострадавшем. Ялагина и Джугальпа также сообщали о нападениях правительственных сил.
24 мая — группа людей утром присоединилась к гражданской демонстрации на кольцевой развязке Жан-Поля в Манагуа, чтобы потребовать демократизации в Никарагуа и справедливого правосудия над убийцами 77 протестующих. Участники останавливались на несколько минут, чтобы спеть национальный гимн. Водители сигналили в поддержку демонстрации, которая была названа Студенческим движением 19 апреля. Впоследствии прошёл марш до Метроцентро. В нескольких департаментах Никарагуа были перекрыты дороги. Протестанты никарагуанского политехнического университета сказали, что они изгнали вооруженных людей, контролировавших группу врачей. Комитет в поддержку «Матерей апреля» и «Университетская коалиция» призвали провести 30 марта национальный марш, чтобы воздать почести всем женщинам, потерявшим своих детей во время гражданских протестов, которые начались 18 апреля. Студентка шестого курса медицинской школы Алехандра Альварес Гил, была похищена в Леоне в Никарагуа группой, сочувствующей правительству. Сообщено об одном погибшем.
25 мая — демонстранты сообщили, что группы, связанные с правительством, концентрируются на стыке Сан-Бенито и устанавливают контрольно-пропускные пункты, чтобы создать хаос среди населения. Члены Движения 19 апреля остаются на главной дороге, уступая место каждые 30 минут. В Камоапе появились новые контрольно-пропускные пункты. Некоторые из них были расположены в Ранчо Рохо, где молочные кооперативы прекратили собирать молоко с 23 мая из-за не допуска транспорта. Протесты продолжились в Манагуа. Протестующие призвали к общенациональной забастовке профсоюзов никарагуанских бизнесменов, чтобы Ортега и его жена покинули свои посты. Утром этого дня Марлон Хосе Орозко Ларгареспада был убит, после того как его семья преследовалась группой из 4 мотоциклов, за то, что имел флаг Никарагуа в своей машине. Международная федерация прав человека направила президенту Ортеге сообщение с настоятельной просьбой впустить миссию ООН в Никарагуа для продолжения расследования серьезных нарушений прав человека.
26 мая — тысячи людей участвуют в протестах и блокировании дорог. Протестующие выкрикивают антиортеговские лозунги.
27 мая — тысячи людей продолжили участвовать в протестах, при этом в ходе столкновений погибло четыре человека. За последние 72 часа в Манагуа были зарегистрированы исчезновения, преследования, убийства и нападения, совершаемые вооруженными группами. Они передвигаются в фургонах или на мотоциклах. Ранним утром Центральноамериканский университет подвергся нападению. Труп мужчины был обнаружен в канаве в Куэста-эль-Пломо с явными признаками пыток. Покойный Келлер Дуарте был аспирантом Национального автономного университета Никарагуа — Манагуа.
28 мая — группа студентов взяла под свой контроль Национальный инженерный университет (UNI), добавив этот кампус к списку подконтрольных протестующим (Национальный автономный университет Никарагуа — Манагуа и Политехнический университете). Студенты объявили, что они контролируют университетский городок, расположенный в самом сердце Манагуа. Епископальная конференция Никарагуа созвала первую рабочую сессию смешанной комиссии, стремясь разморозить национальный диалог. Никарагуа пережила один из самых жестоких дней с начала кризиса в апреле, когда начались демонстрации против президента Даниэля Ортеги. Столкновения между студентами и полицией привели по крайней мере к гибели одного человека и ранению более 20, проправительственная радиостанция Radio ¡Ya!. Совершены нападения на журналистов. Протесты начались с утра, когда группа студентов объявила, что они протестовали против Национального инженерного университета, важного центра исследований, который до сих пор контролируется правительством президента Ортеги. Правительство президента Ортеги и его противники согласились возобновить Национальный диалог, в котором правительство приняло требования демократизации страны.
29 мая — Amnesty International и правозащитник Бьянка Джаггер осудили правительство Даниэля Ортеги в Никарагуа за нападение «сандинистских группировок» на университет в столице и призвали его остановить убийства в стране. Джаггер прибыла в Манагуа с директором AI по Северной и Южной Америке Эрикой Гевара-Росас. Они стали свидетелями событий и представили в гостинице Манагуа отчет, описывающий события в Национальном инженерном университете.
30 мая — сотни тысяч людей вышли на улицы столицы Никарагуа, призвав президента Даниэля Ортега уйти в отставку. Марш в день матери был проведён в Манагуа в знак солидарности с матерями студентов и мирных демонстрантов, которые были убиты полицией и проправительственными силами с начала общенационального политического кризиса 18 апреля. Марш в Манагуа был жестоко подавлен. 16 человек погибло, ещё десятки были ранены. С другой стороны, полиция осудила гибель двух членов группы сандинистской молодежи. Днем сторонники правительства Даниэля Ортеги атаковали объекты протестующих. Президент Ортега появился на контрмарше, организованном людьми, близкими к его правительству. Он подчеркнул, что для преодоления этого кризиса был созван национальный диалог, в котором епископская конференция, посредник и свидетель этого процесса прилагает усилия для сближения позиций между сторонами. Ортега сказал, что его правительство предприняло все усилия для восстановления «права на мир и стабильность».
31 мая — Федерация торговых палат Центральноамериканского перешейка (Fecamco) выразила осуждение «продолжающимся актам насилия и репрессиям, проводимым правительством Никарагуа», которые привели к гибели сотни человек. Fecamco потребовала «немедленного прекращения всех формы репрессий против гражданского общества», а также призвала восстановить «полное осуществление прав на свободу выражения мнений, которое гарантируется мирным и политическим участием всех граждан» в Никарагуа. Епископы епископальной конференции Никарагуа заявили о своем осуждении нападений групп, связанных с правительством Даниэля Ортеги, против гражданских лиц, которые участвовали в марше в знак уважения к матерям апреля. Епископы Никарагуа говорят, что они не возобновят диалог после вооруженного нападения. Организация преследуемых политических диссидентов-венесуэльцев в изгнании (Veppex) попросила Генерального секретаря Организации американских государств (ОАГ) Луиса Альмагро «налажить санкции» на правительство Никарагуа. В письме, адресованном Альмагро, президент «Veppex» Хосе Колина призывает генерального секретаря ОАГ «наложить санкции» на президента Никарагуа Даниэля Ортега за «убийство студентов и насильственные репрессии против никарагуанского общества». Золотой медалист по самбо на Центральноамериканских играх в Манагуа 2017 года Кевин Антонио Коффин Рейес был одним из 11 убитых в ходе столкновений 30 и 31 мая.
1 июня — в ранние часы в Масае произошла новая волна грабежей предприятий и магазинов. ООН настоятельно призвала правительство Никарагуа предоставить миссии организации право на въезд в страну для сбора информации о насилии и смертях, зарегистрированных во время протестов, и чтобы иметь возможность проверить сообщения о нарушениях прав человека, исчезновениях, пытках и произвольных задержаниях. Пресс-секретарь Управления Верховного комиссара Организации Объединенных Наций по правам человека заявила на пресс-конференции в Женеве, что агентство «встревожено» продолжающимся насилием в Никарагуа, которое на этой неделе оставило по меньшей мере 16 погибших и более ста раненых. Движения, ассоциации профессионалов и никарагуанские социальные группы призывали к национальной забастовке и гражданскому неповиновению с 1 июня до отставки Ортеги. В Масае закрылись 5 банков после ограблений. Межамериканская комиссия по правам человека осудила смертельные случаи и новые акты насилия, которые произошли в Никарагуа, и призвала правительство прекратить подавление протестов. Организация также настоятельно призывает правительство расследовать и пресечь применение силы параполитическими субъектами, а также демонтировать эти группы и начать поиск мирного, конституционного и демократического решение политического кризиса.
2 июня — тяжелые столкновения произошли между правительственными силами и полицией с одной стороны и демонстрантами с другой. Сообщается, что погибли 2 человека и несколько получили ранения. В Масае, Карасо и Матагалпе сообщается о нападениях военизированных проправительственных сил на рассвете. Посольство США в Манагуа подтвердило смерть гражданина США, который был обнаружен утром в секторе Рубения в Манагуа. Жители этого района указывают, что молодёжные группы сандинистов являются виновниками убийства. Шествие детей с родителями прошло по улицам Манагуа против репрессий и в знак солидарности со студентами, которые погибли в ходе протестов.

## Кибератаки
Анонимус Никарагуа присоединились к акции протеста против правительства и запустил «Операцию Никарагуа», или #OpNicaragua. Операция состоит из серии кибератак против сайтов никарагуанского правительства и связанных с ним структур. Кампания началась 26 апреля с нападения, в результате которого веб-сайт Национальной ассамблеи вышел из строя. Нападению подверглись сайты Canal 2, офиса Генерального прокурора Республики, Никарагуанского института гражданской авиации, Никарагуанского института культуры, El 19 Digital или Canal 6.
Государственное агентство «Никарагуанский институт телекоммуникаций и почтовой связи» (TELCOR) вызвал провайдеров на встречу, чтобы рассмотреть меры безопасности, для отражения кибератак, выполненных международными хакерами против сайтов правительства и частных корпораций.

## Жертвы
Сообщалось, что в начале столкновений НПО и международные правозащитные организации начали сообщать о завышенном количестве пострадавших и погибших в ходе столкновений.
По меньшей мере 42 человека погибли в первую неделю протестов, причиной смерти в большинстве случаев стало огнестрельное ранение. Никарагуанские власти применяли боевые патроны против демонстрантов, сотни человек пострадали.
По другим данным, к 26 апреля 2018 года погибло 34 человека. Большая часть людей погибла в столице — Манагуа. Жертвами столкновений стали двое полицейских и журналист, застреленный во время прямой трансляции событий в городе Блуфилдс. Большая часть остальных погибших — студенты местных университетов и молодежь. В больницах находилось 66 раненых, состояние 12 из которых оценивалось как тяжелое.
2 мая 2018 года Miami Herald сообщила о 63 погибших с начала демонстраций, из которых почти все — студенты.
На 30 июля 2018 года число погибших с 18 апреля достигло 317 человек. Из них 21 погибший — сотрудники полиции.
Совет по правам человека в ООН осудил возможные «незаконные расстрелы» никарагуанского правительства.

## СМИ
Мигель Мора, директор одного из новостных телеканалов, заявил, что правительство Никарагуа подвергло телеканал цензуре по всей стране, которая продолжалась до 25 апреля. Во время прямого эфира в Facebook был убит журналист Анхель Гахона.
Совет по правам человека ООН подверг критике цензуру в отношении СМИ, проведённую правительством Ортеги. Межамериканская ассоциация прессы также призвала администрацию Ортеги к прекращению цензуры, а президент организации Густаво Моме Семинарио заявил, что действия Ортеги по отношению к СМИ «разоблачают авторитаризм правительства, которое за одиннадцать лет стремилось только к разрушению государства ради собственной выгоды».